# عکاز، معسکر
عکاز،معسکر (به عربی: عكاز،معسكر) یک شهرداری در الجزایر است که در استان معسکر واقع شده‌است.
 عکاز  ۱۰٬۱۲۰ نفر جمعیت دارد.